# Rywale
Rywale – polski niemy film komediowy z 1925 roku. Film nie zachował się do naszych czasów.

## Treść
W Gamie, pięknej córce archiwisty Teobalda, kocha się dwóch mężczyzn. Jeden z nich to Geniuś, skromny nauczyciel muzyki, a drugi to Tosio, człowiek  bogaty, lecz nie najmłodszy. Gama odwzajemnia uczucia Geniusia, lecz Tosio ma poparcie jej rodziców. Obaj panowie rywalizują o względy dziewczyny, używając najróżniejszych forteli, co prowadzi do zabawnych sytuacji.

## Główne role
- Elna Gistedt (Gama),
- Antoni Fertner (Tosio)
- Eugeniusz Bodo (Geniuś)
- Franciszek Radomski (archiwariusz Teobald, ojciec Gamy)
- Marian Koc
- Nina Wilińska